# Château de Kōriyama
Le château de Kōriyama (郡山城, Kōriyama-jō) se trouvait dans ce qui est à présent la ville de Yamatokōriyama, préfecture de Nara au Japon. Tsutsui Junkei, daimyo de l'époque Sengoku, commence la construction du château et Hidenaga Toyotomi en fait sa résidence.
Au cours de l'époque d'Edo, le bâtiment sert de quartier général du domaine de Kōriyama. Durant cette période, il appartient successivement à des membres des clans Mizuno, Matsudaira, Honda, Fujii, Matsudaira et Yanagisawa.
De nos jours, de nombreux murs et fossés sont présentés dans un parc public de la ville. Le sanctuaire Yanagisawa se trouve dans le parc.

## Galerie

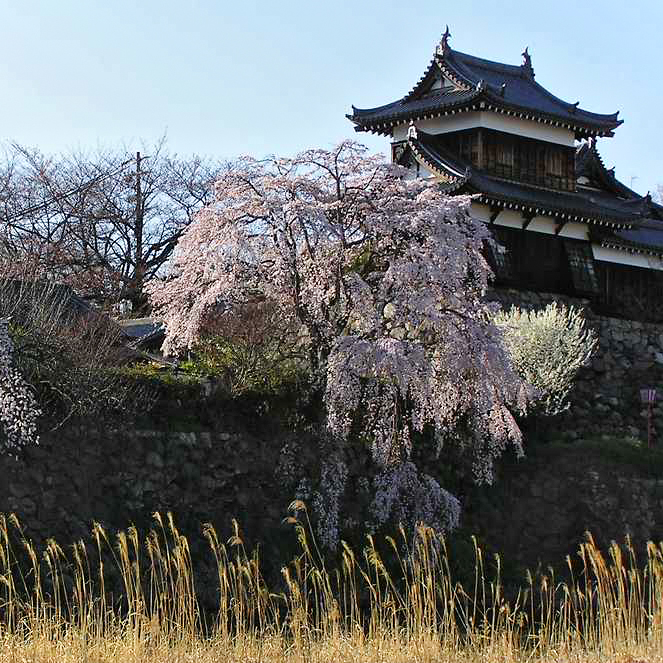
Yagura.
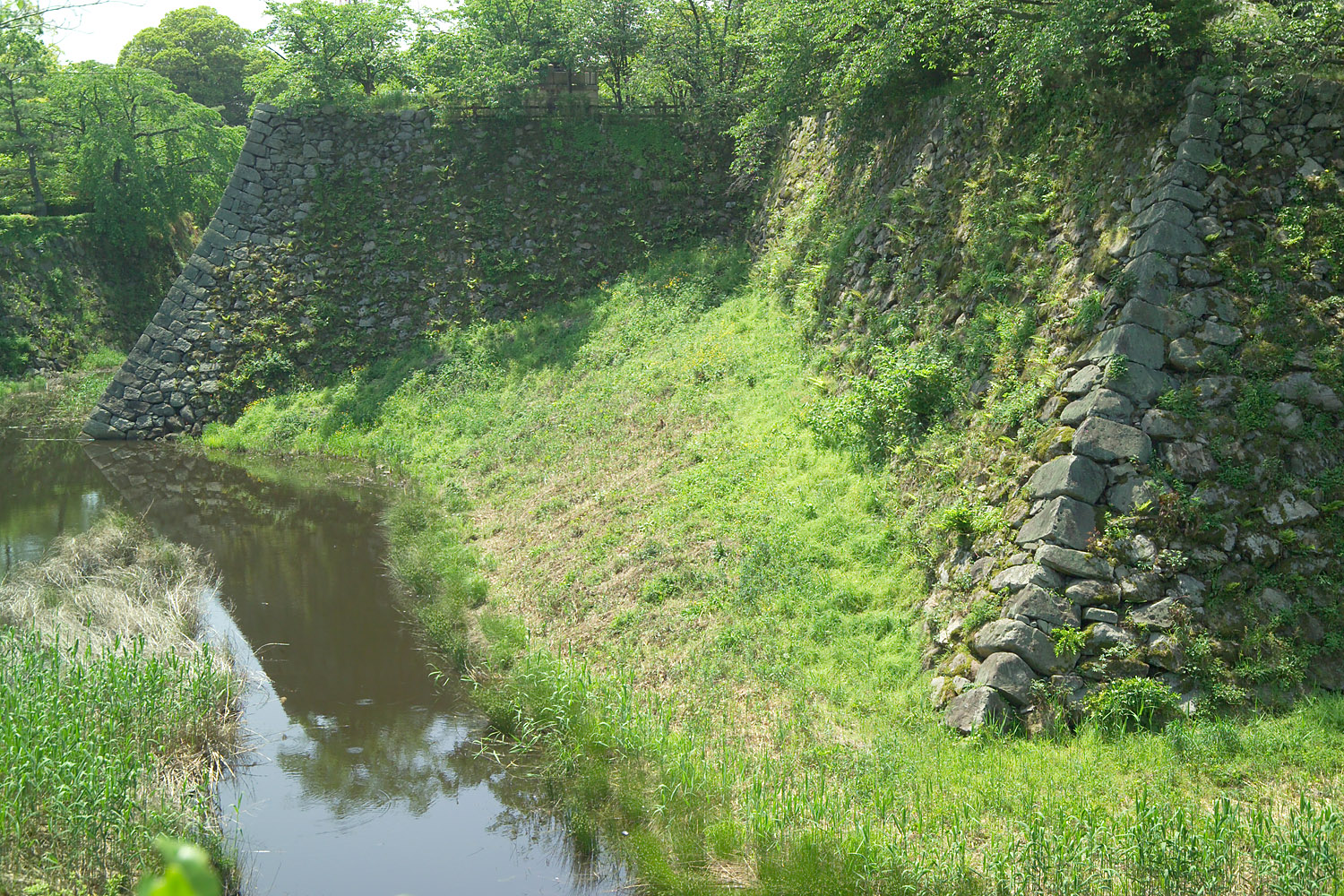
Mur et fossé.
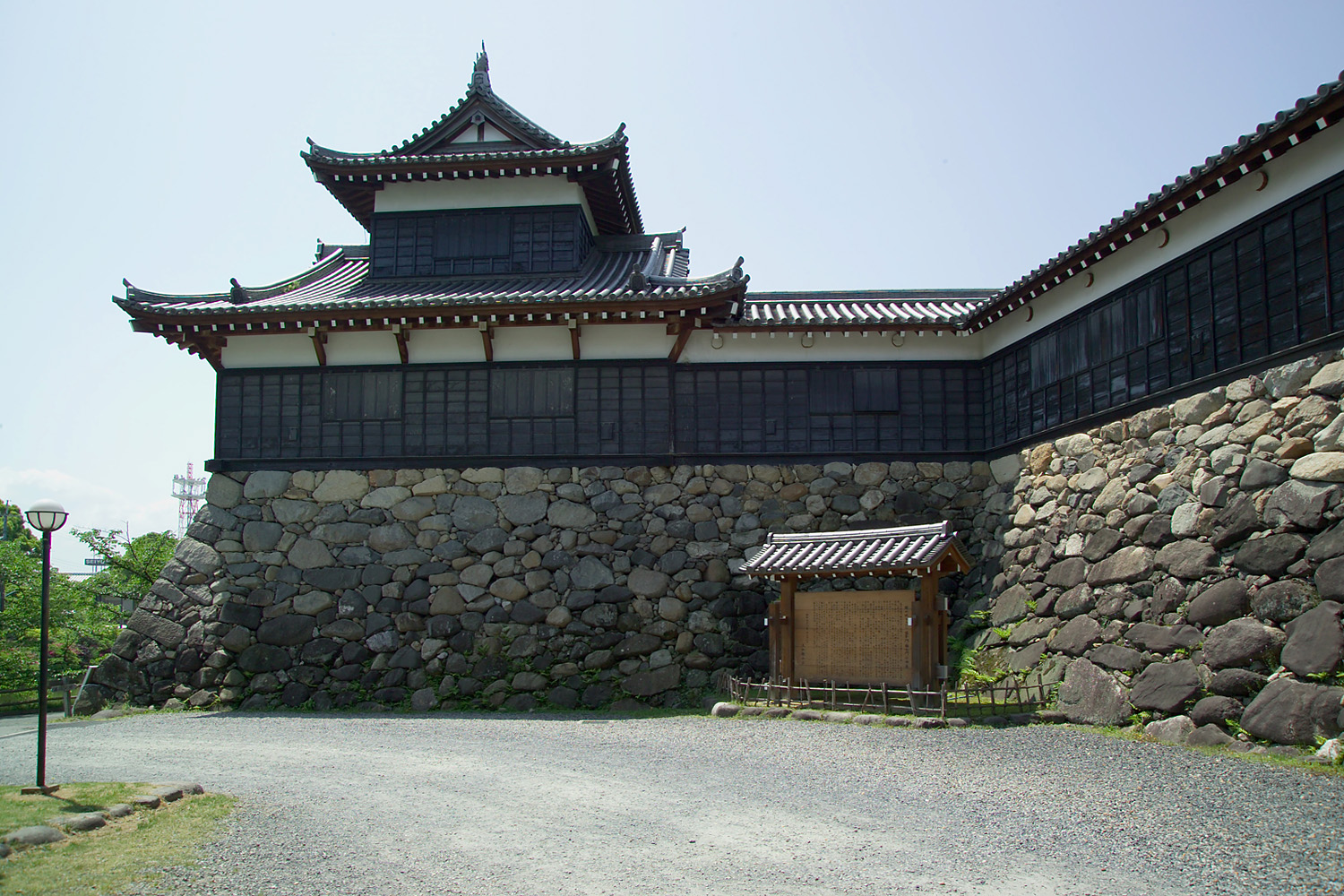
Yagura sur un mur de pierres.
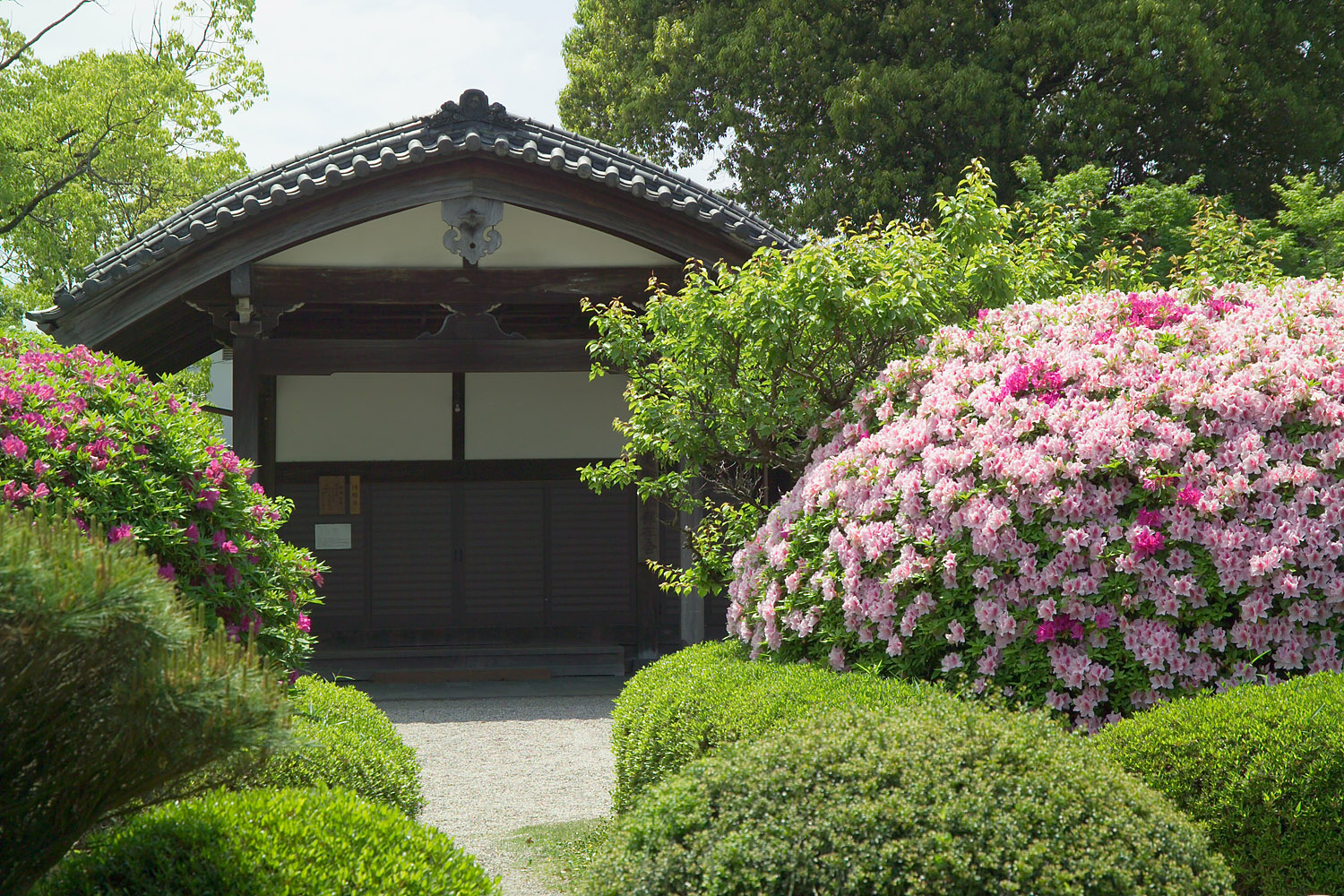
Yanagisawa Bunko (bibliothèque).